# Joe O’Reilly

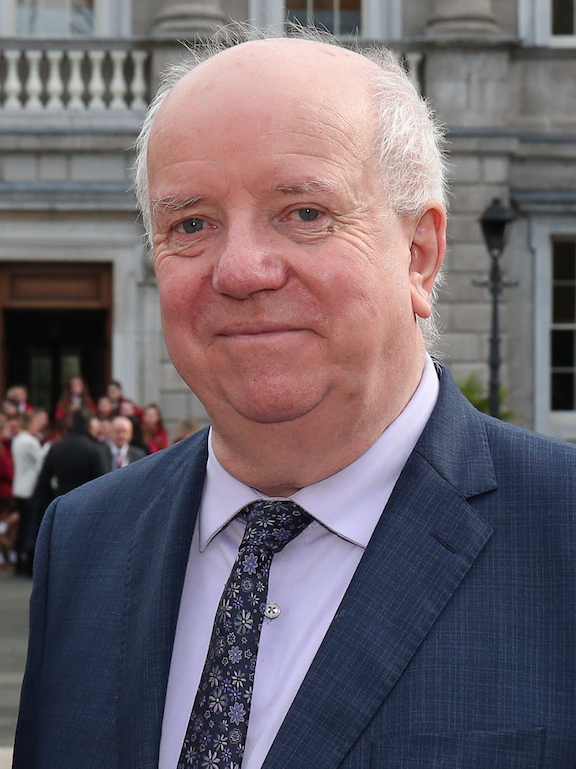
Joe O’Reilly (2016)

Joe O’Reilly (irisch Seosamh Ó Raghallaigh; * 1. April 1955 in Cootehill, County Cavan, Irland) ist ein irischer Politiker der Fine Gael.

## Leben
Joe O’Reilly studierte nach der Schule am University College Dublin und am Trinity College Dublin und war ursprünglich als Grundschullehrer tätig.
1985 wurde er in den Cavan County Council gewählt, verlor den Sitz bei den Wahlen 1991 aber wieder. 1999 und 2004 konnte er bei den Kommunalwahlen aber wieder einen Sitz erringen.
1989 erfolgte seine Wahl in den Seanad Éireann über die Kultur- und Bildungsliste. Bei den Wahlen zum Seanad war er jedoch 1993 und 1997 erfolglos. Erst 2007 gelang ihm wieder der Einzug in den Seanad, diesmal über die Industrie- und Gewerbeliste. Zuvor hatte er bei den Wahlen zum Dáil Éireann 2007 nicht genügend Stimmen für einen Sitz im Dáil Éireann im Wahlkreis Cavan–Monaghan erreicht. Dies gelang ihm erst 2011. Als er den Sitz bei den Wahlen 2016 nicht verteidigen konnte, gelang es ihm aber, über die Arbeitsliste erneut in den Seanad einzuziehen. Dort war er von August 2020 bis Dezember 2022 stellvertretender Vorsitzender (Leas-Chathaoirleach).
Er kandidierte auch bei der Europawahl 2009 im Bezirk North-West, allerdings blieb ihm auch hier der Erfolg versagt.

## Privates
Joe O’Reilly ist seit 1989 mit Mary Tully verheiratet, mit der er drei Kinder hat.